# Eper Molen
De Eper Molen of Wingbergermolen is een watermolen in de buurtschap Terpoorten bij Epen die samen met de Volmolen gebruikmaakt van het water van het riviertje de Geul. Kort na de molen mondt de Camerigerbeek uit in de Geul.
Het gebouw is een rijksmonument.

## Geschiedenis
In 1844 werd de Eper Molen gebouwd op de plaats waar de Geul een scherpe bocht maakte, zodat het water rechtdoor naar de molen kon stromen.
In het midden van de 19e eeuw had de molen een onderslagrad met een middellijn van 5,4 meter en een breedte van 83 centimeter dat in 1854 vernieuwd was.
In 1890 werd bij de molen een peilschaal geplaatst door de Provinciale Waterstaat waarbij geconstateerd werd dat de molen een ander waterrad had. Het rad bleek vervangen door een kroprad met een doorsnede van 5,7 meter en een breedte van 77 centimeter. Voor het rad werd er een krop aangebracht waardoor het een middenslagmolen was geworden in plaats van een onderslagmolen. Hierdoor werd het rendement sterk verbeterd.
In 1913 kreeg de eigenaar van het provinciebestuur toestemming om het waterrad te vervangen door een turbine. In 1914 werd het rad door de gietijzeren turbine vervangen en tevens werd het aangezicht van de molen veranderd. Boven de molentak werd de turbinekamer tegen de zijgevel van het molengebouw gebouwd.

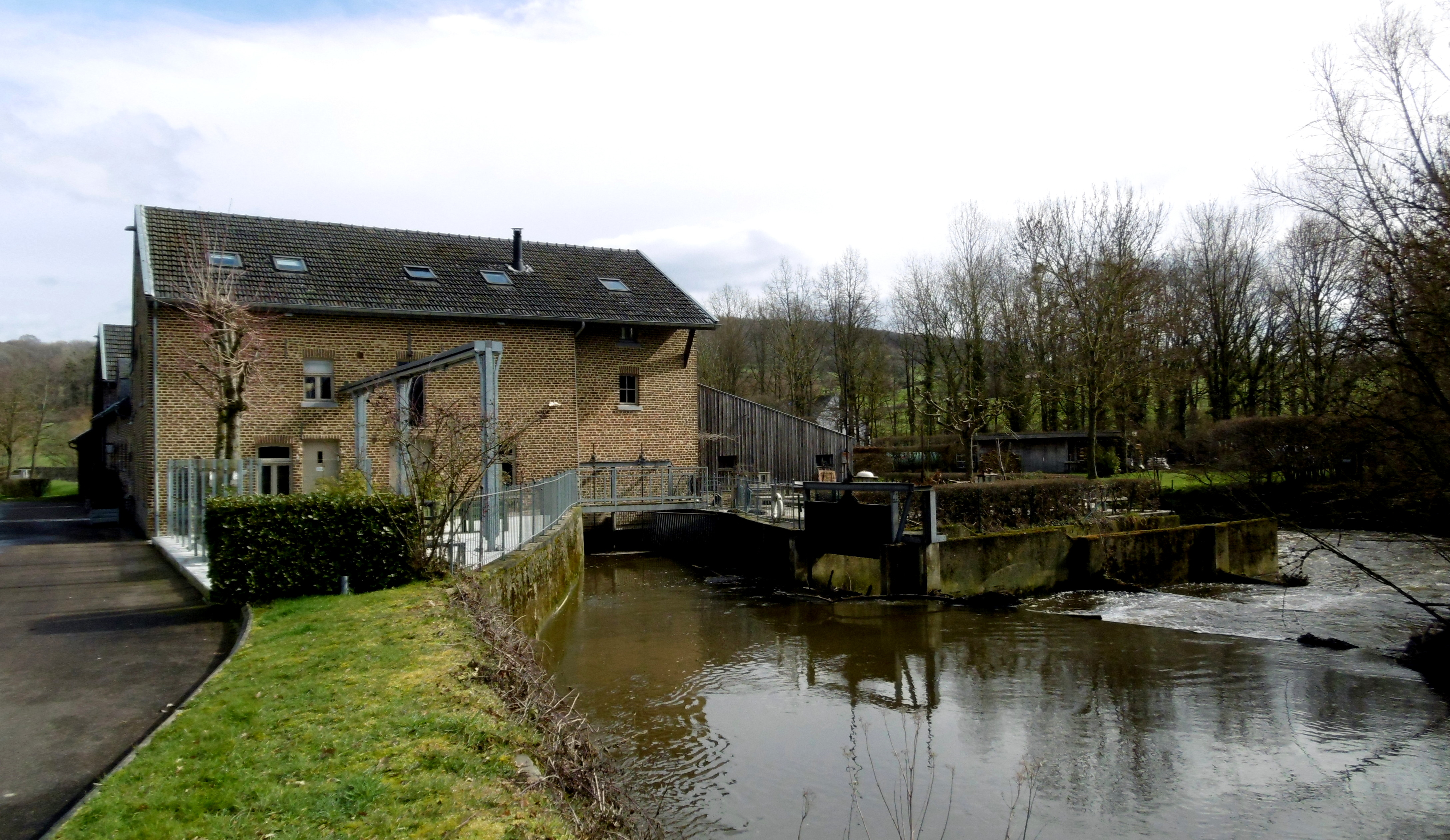
Achter de molen
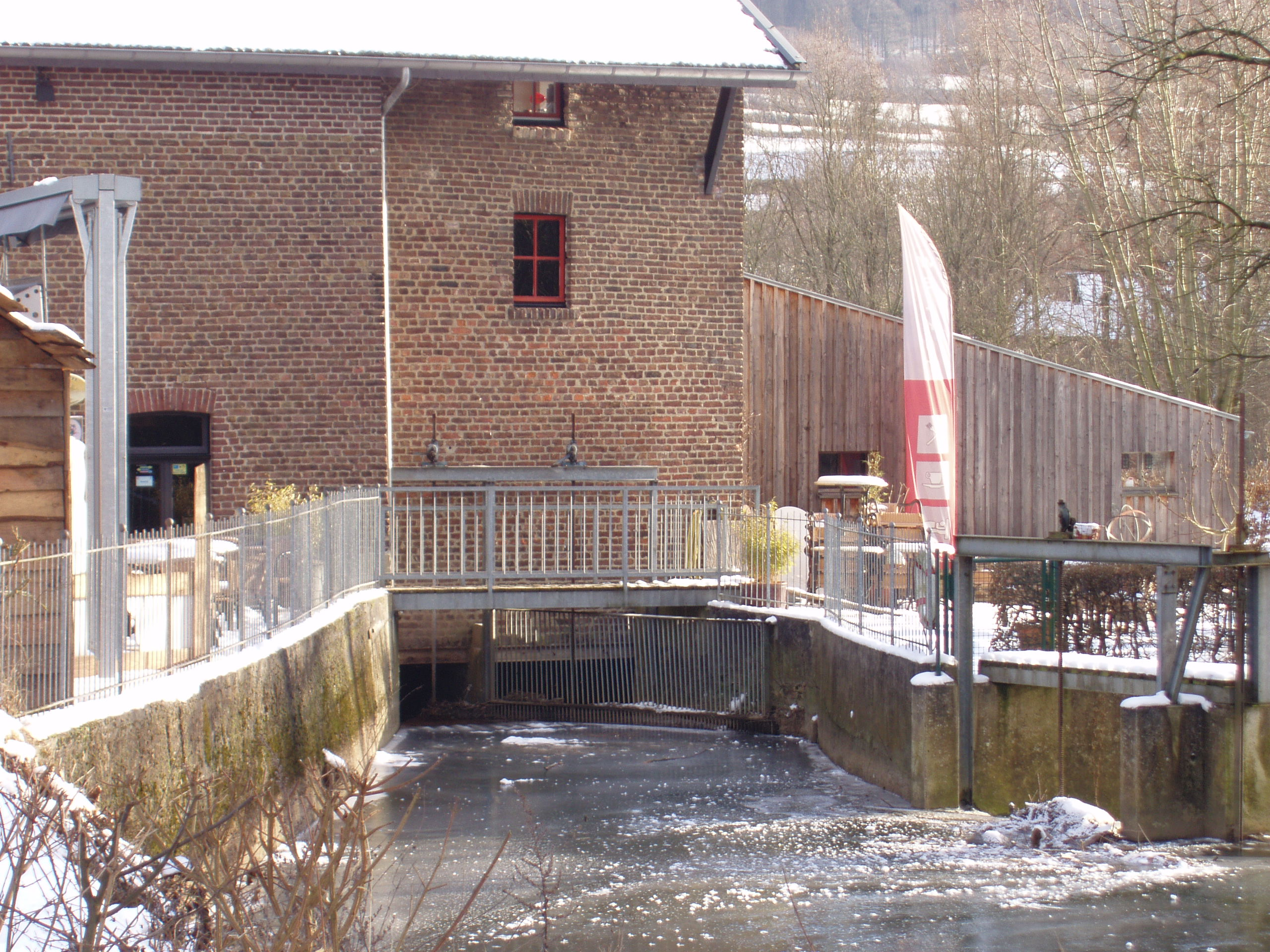
Het molen-deel
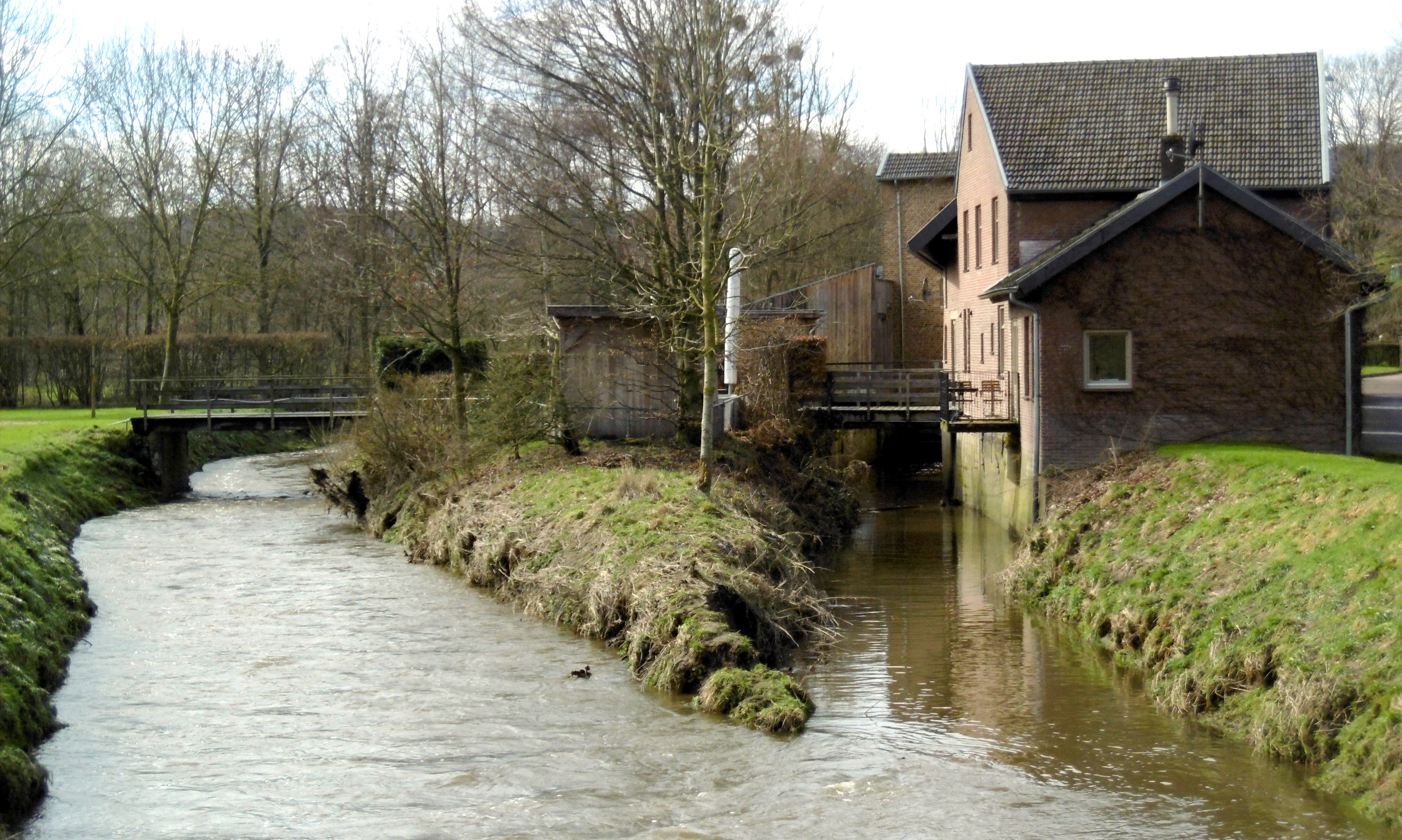
Samenvloeiing molentak met de Geul